# Koadiga
Koadiga est une commune située dans le département du Yondé de la province de Koulpélogo dans la région du Centre-Est au Burkina Faso.